# Condo

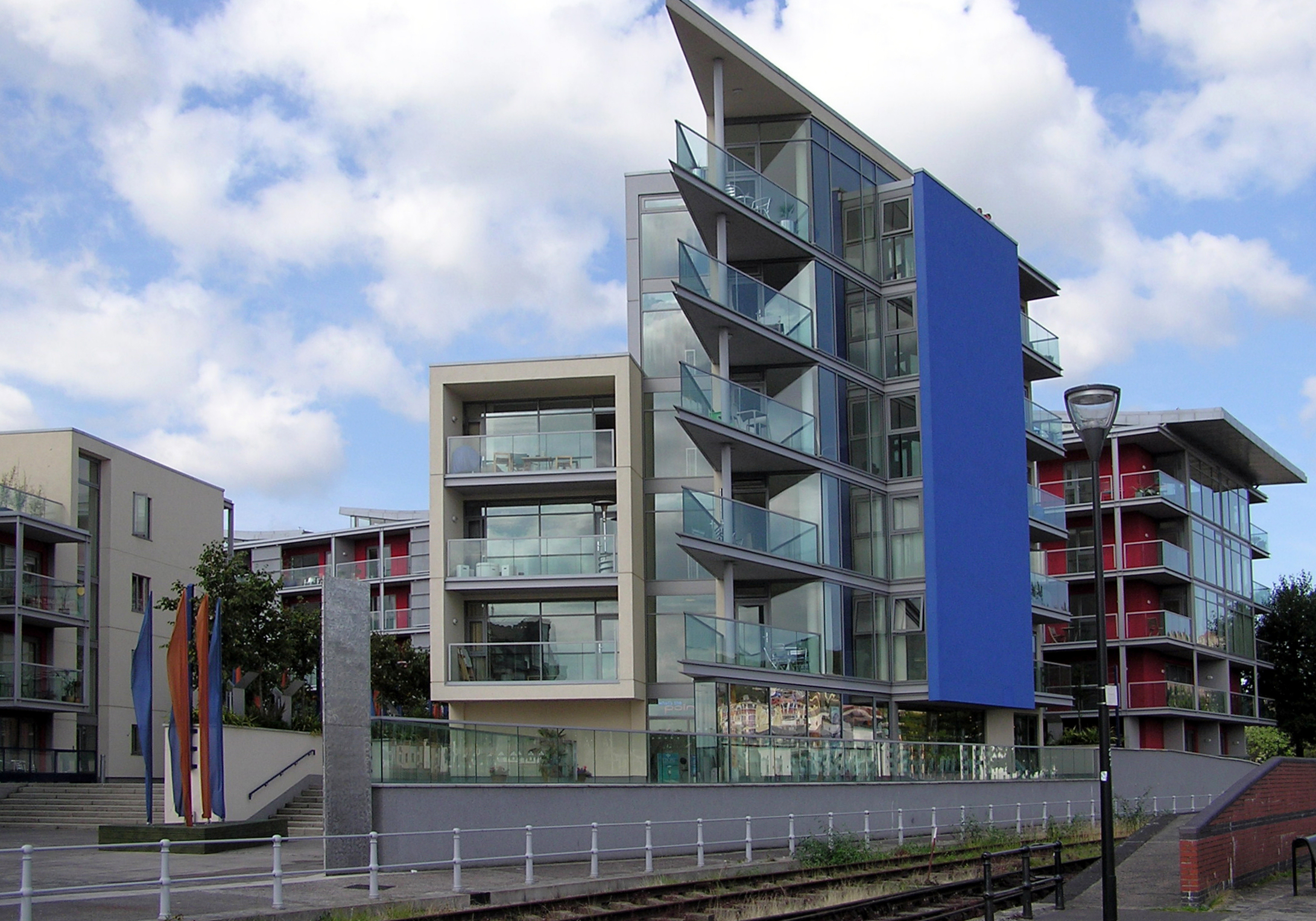
Apartamentowce w Bristolu

Condo (od condominium – z łac. con- „współ-”, dominium „panowanie”) – system własności nieruchomości, w którym osoby prywatne są właścicielami poszczególnych lokali w budynku oraz udziału we własności części wspólnych, takich jak korytarze, windy czy przynależne tereny zielone.
W Polsce określenie to jest stosowane w odniesieniu do systemu condohotel, stanowiącego adaptację modelu condominium do rynku hotelowego.

## Klasyczne condominium
System condominium jako forma własności lokalu mieszkalnego był znany już w starożytnym Babilonie, Egipcie i Grecji, gdzie służył osobom, których nie było stać na kupno własnego domu. Ponownie zyskał popularność w Europie Zachodniej po II wojnie światowej jako odpowiedź na zwiększone zapotrzebowanie na mieszkania i konieczność poszukiwania bardziej ekonomicznych rozwiązań. Jednak najbardziej dynamiczny rozwój condo nastąpił w Stanach Zjednoczonych, gdzie stanowi alternatywę dla dominującego modelu, w którym cały budynek ma jednego właściciela, a poszczególne mieszkania są wynajmowane.
W modelu condominium właściciel mieszkania jest jednocześnie współwłaścicielem części wspólnych nieruchomości, ma prawo do współdecydowania o jej zarządzaniu i obowiązek uiszczania opłaty administracyjnej przeznaczonej m.in. na bieżącą konserwację i naprawy, wywóz śmieci, sprzątanie, itp.
W polskiej rzeczywistości odpowiednikiem condominium są wspólnoty mieszkaniowe.

## Condo hotele
Condo hotele stanowią przeniesienie modelu condo na rynek hotelowy i traktowane jako połączenie formy inwestycji w nieruchomości z posiadaniem „second home” (drugiego domu) w miejscowości o charakterze turystycznym.
Condo hotel działa w ten sam sposób co hotel, z tą różnicą, że właścicielami poszczególnych pokoi są osoby prywatne, które czerpią zyski z ich najmu. Właściciel lokalu może również w ograniczonym zakresie nieodpłatnie korzystać na własne potrzeby ze swojego pokoju/apartamentu, a czasem również z apartamentów w innych lokalizacjach zarządzanych przez tego samego operatora.
W Stanach Zjednoczonych model condo jest tak popularny, że obiekty tego typu są zarządzane przez renomowane marki hotelarskie m.in. Four Seasons, Ritz-Carlton, Starwood, Hilton, Le Meridien, Kempinski. Swoisty rekord na rynku condo hoteli ustanowił Donald Trump, w którego condohotelu Waikiki pierwszego dnia sprzedano wszystkie 500 pokoi o łącznej wartości 700 mln dolarów.
Rynek nieruchomości condohotelowych jest w Polsce stosunkowo młody. Największy jego rozwój odnotowano w latach 2010-2012, kiedy z jednej strony deweloperzy poszukiwali alternatywy dla znajdującego się w kryzysie klasycznego rynku mieszkaniowego, z drugiej strony istniało zapotrzebowanie na dodatkowe pokoje hotelowe w związku z organizacją w Polsce EURO 2012.
Z monitoringu rynku apart- i condohoteli w Polsce przeprowadzonego przez REAS w czerwcu 2015 roku wynika, iż najwięcej obiektów tego typu powstaje w pasie nadmorskim i w górach, nieliczne w rejonie jezior mazurskich. Najczęściej proponowanym przez operatora modelem jest uzależnienie wysokości przychodów nabywcy lokalu od przychodów generowanych z wynajmu danego lokalu. Często w pierwszych latach umowy, operator gwarantuje przychody zdefiniowane jako procent ceny lokalu – zwykle jest to nie mniej niż 5% ceny zakupu netto danego lokalu.
W Polsce pojęcie condo hotel nie zostało oficjalnie zdefiniowane ani w ustawodawstwie ani w kategoriach GUS. Przez deweloperów jest używane zamiennie z apart hotel. W państwach anglosaskich rozróżnia się te pojęcia – condo hotel określa strukturę własności jednostek hotelowych (własność prywatna lokali mieszkalnych, zarządzana przez jednego operatora), a apart hotel określa typ jednostki hotelowej (niezależny lokal mieszkalny z aneksem kuchennym lub kuchnią). Obie formy inwestycji posiadają pełny serwis hotelowy.